# Vetigastropoda
De Vetigastropoda is een clade binnen de Gastropoda.  Binnen deze groep worden een aantal superfamilies ingedeeld vanwege de apomorfe kenmerken.

## Taxonomie
De volgende taxa zijn bij de clade ingedeeld op basis van de taxonomie van Bouchet en Rocroi aangevuld met recente bronnen:
- Niet aan een superfamilie toegewezen families:
  - Familie Ataphridae Cossmann, 1915
  - Familie Crosseolidae Hickman, 2013[2]
  - Familie Pendromidae Warén, 1991
  - Familie  † Schizogoniidae
  - Familie Trochaclididae Thiele, 1928
- Niet aan een superfamilie en toegewezen geslacht:
  - Sahlingia Warén & Bouchet, 2001[3]
- Superfamilie  † Amberleyoidea Wenz, 1938[4]
- Superfamilie Angarioidea[5]
- Superfamilie  † Eotomarioidea
- Superfamilie Fissurelloidea Flemming, 1822
- Superfamilie Haliotoidea Rafinesque, 1815[6]
- Superfamilie Lepetelloidea
- Superfamilie Lepetodriloidea McLean, 1988
- Superfamilie Murchisonioidea
- Superfamilie Neomphaloidea
- Superfamilie Phasianelloidea[5]
- Superfamilie Pleurotomarioidea Swainson, 1840
- Superfamilie  † Porcellioidea
- Superfamilie Scissurelloidea
- Superfamilie Seguenzioidea Verrill, 1884
- Superfamilie Trochoidea Rafinesque, 1815[5]

Opmerking: De superfamilie Turbinoidea is in 2008 gesplitst in de superfamilies Trochoidea en Phasianelloidea.

### Indeling volgens WoRMS
De volgende taxa zijn bij de onderklasse ingedeeld:
- Orde Lepetellida
  - Superfamilie Fissurelloidea J. Fleming, 1822
    - = Fissurellacea 

  - Superfamilie Haliotoidea Rafinesque, 1815
  - Superfamilie Lepetelloidea Dall, 1882
  - Superfamilie Lepetodriloidea McLean, 1988
  - Superfamilie Scissurelloidea Gray, 1847
- Orde Pleurotomariida
  - Superfamilie Eotomarioidea Wenz, 1938 †
  - Superfamilie Murchisonioidea Koken, 1896 †
  - Superfamilie Pleurotomarioidea Swainson, 1840
  - Superfamilie Porcellioidea Koken, 1895 †
  - Superfamilie Pseudophoroidea S. A. Miller, 1889 †
  - Superfamilie Ptychomphaloidea Wenz, 1938 †
  - Superfamilie Schizogonioidea Cox, 1960 †
  - Superfamilie Sinuspiroidea Mazaev, 2011 †
- Orde Seguenziida
  - Superfamilie Seguenzioidea Verrill, 1884
- Orde Trochida
  - Superfamilie Trochoidea Rafinesque, 1815

En families die niet in een superfamilie zijn ingedeeld:
- † Holopeidae Cossmann, 1908
  - = Cycloridae S. A. Miller, 1889 †
- † Micromphalidae J. A. Harper, 2016

En geslachten die niet in een familie zijn ingedeeld:
- Sahlingia Warén & Bouchet, 2001